# Kvarteret Gräset

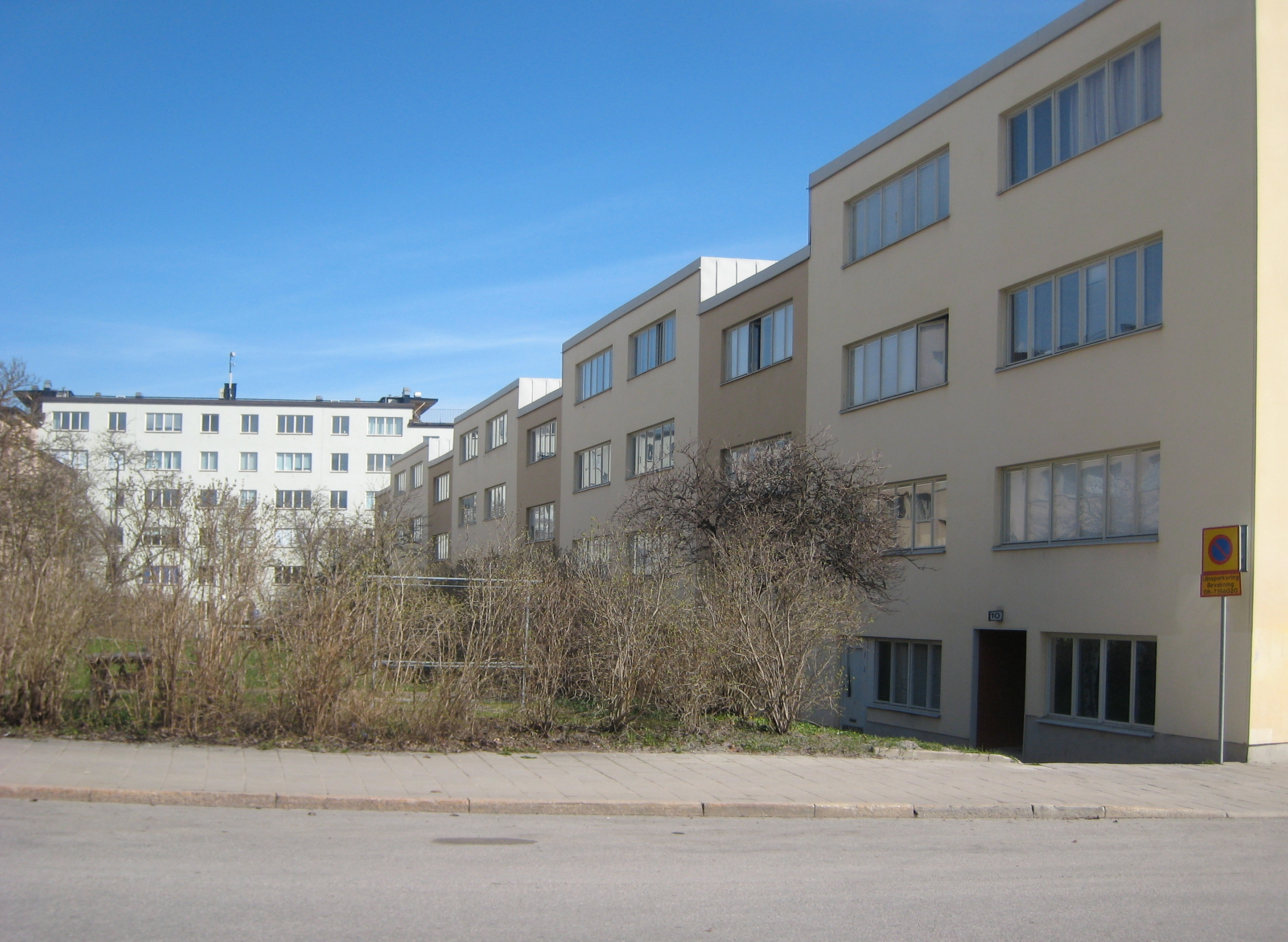
Kvarteret Gräset våren 2010, huset i förgrunden ritat av Sven Markelius, huset i bakgrunden av Nils Einar Eriksson.

Kvarteret Gräset är ett bostadskvarter i Eriksdalsområdet på Södermalm i Stockholms innerstad. Marken i kvarteret uppläts av Stockholms stad för att bebyggas med barnrikehus för mindre bemedlade barnfamiljer. Bebyggelsen ingick i Stockholms första stadsplan som baserades på lamellhussystem. Husen uppfördes av storbyggmästaren Olle Engkvist i egen regi och i utpräglad funktionalistisk stil.
De två längorna längs Gräsgatan och Vetegatan ritades av Sven Markelius och uppfördes 1930-31. Det norra huset mot Ringvägen ritades av arkitekt Nils Einar Eriksson och byggdes 1931.
De Markelius-ritade husen består av enrumslägenheter med ett laboratoriekök med indirekt ljus och en matvrå/sovalkov med fönster samt ett rum. En planlösning som var vanlig i samtida smålägenheter. Markelius lyckades få ut tre lägenheter per våningsplan genom att förskjuta  våningsplanen kring trapphusen. De lägre byggnadsdelarna av husen gav arkitekten en mörkare färgton. Husen var uppförda i armerad betong och isolerade med en invändning klädsel av kork, en lösning som inte fungerade och som lett till att husen har genomgått en tilläggsisolering vilket har påverkat utseendet.